# Lysakerelva
Die Lysakerelva ist ein Fluss in den norwegischen Provinzen (Fylker) Akershus und Oslo. Der Fluss bildet die Grenze zwischen den beiden Fylkern und mündet in den Oslofjord.

## Verlauf

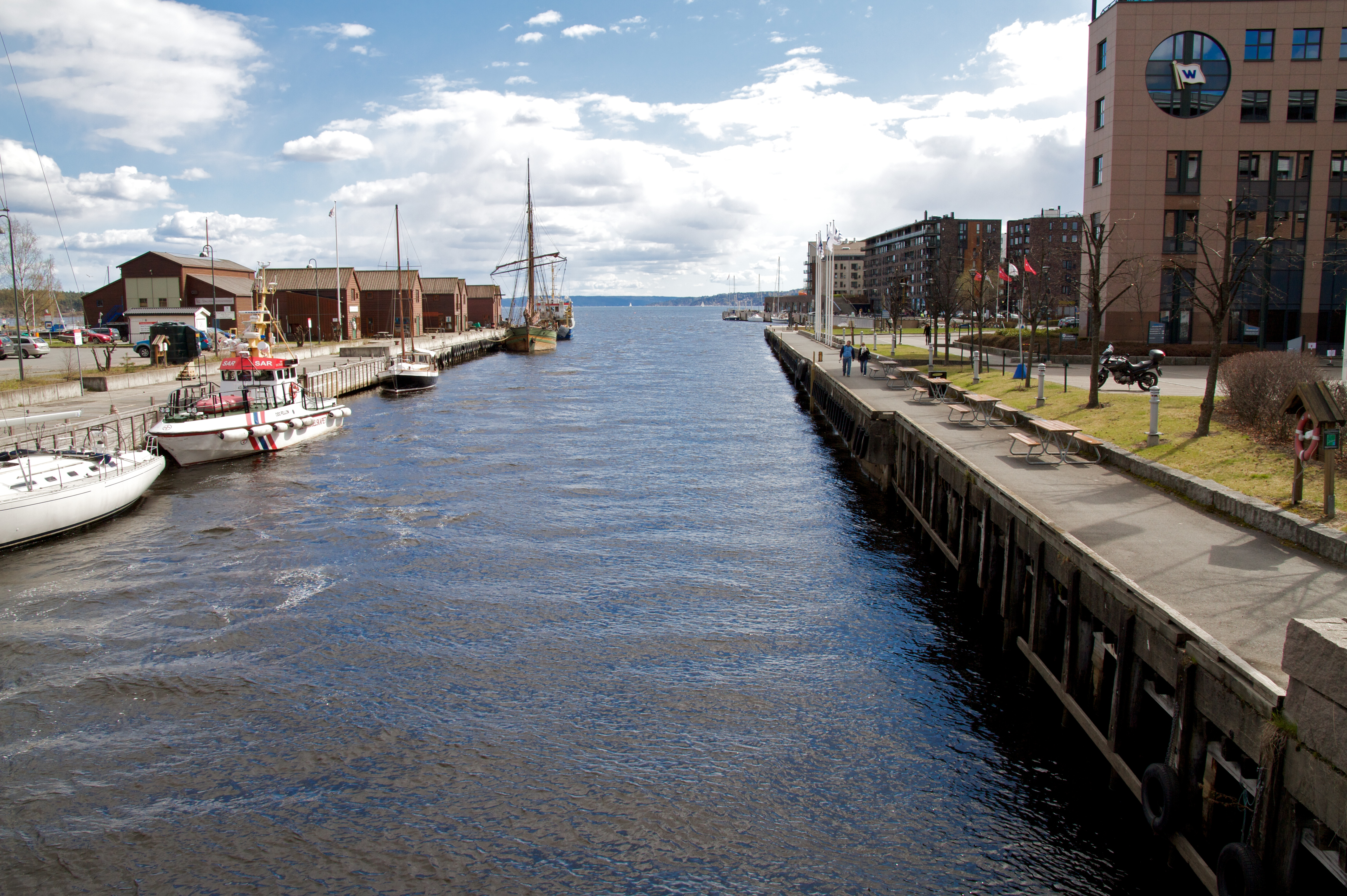
Mündung der Lysakerelva

Der Fluss läuft am Bogstadvannet, einem See an der Grenze zwischen den beiden Gemeinden Oslo und Bærum, ab. Anschließend fließt er Richtung Süden zwischen den beiden Gemeinden weiter, wobei Bærum zur Provinz Akershus gehört und der Fluss somit sowohl die Grenze zwischen Bærum und Oslo als auch zwischen Akershus und Oslo darstellt. Da das Stadtgebiet Oslos über die Gemeindegrenzen hinausragt, ist der Fluss keine Begrenzung der Stadt Oslo. Die Lysakerelva mündet schließlich zwischen Lysaker auf Seite Bærums und Ullern auf Seite von Oslo in den Lysakerfjorden, einen Teil des Oslofjords.

## Wirtschaft und Infrastruktur
Durch im unteren Teil des Flusses vorhandene Wasserfälle wurden an den Ufern der Lysakerelva früh Industriebetriebe angesiedelt. Vor allem in seinem Mündungsbereich wurde dadurch die Industrialisierung vorangetrieben. Unter anderem siedelten sich die Voksen mølle, die Grini mølle und die Lysaker Kemiske Fabrik an. Mit der Zeit verloren die Industriebetriebe an Bedeutung und es wurden Bürogebäude erbaut. Kurz vor seiner Mündung wird der Fluss von der Europastraße 18 (E18) und der Drammenbanen überquert. Auch weiter nördlich führen mehrere Verkehrswege über die Lysakerelva und verbinden somit Oslo und Bærum.

## Name
Der Fluss trug früher den Namen Fod oder Fåd. Einer der ersten schriftlichen Erwähnungen findet sich in Sagas, in denen beschrieben wird, dass König Sverre den Fluss im März 1200 überquerte, um dort Feinde auszuspionieren. Es wird vermutet, dass der damalige Name „Grenze“ oder „Zaun“ bedeutete.